# Markale-massakren
Markale-massakren dækker over to separate massakrer som fandt sted i Sarajevo, hovedstaden i Bosnien-Herzegovina. Begge massakrer fandt sted i byens gamle bydel, på det åbne Markale marked, og begge var udført at de bosniske serberes hær. Serberne holdt byen belejret mellem d. 5. april 1992 og d. 29. februar 1996. 
Den første massakre fandt sted d. 5. februar 1994, hvor 68 mennesker mistede livet og 144 blev såret. Den anden fandt sted d. 28. august 1995, da 37 blev dræbt og 90 såret. Den sidste massakre var den direkte anledning til NATO's bombardement af de serbiske stillinger. Massakrerne er blot to ud af mange grusomheder, som Republika Srpskas tidligere præsident Radovan Karadžić står anklaget for ved det Internationale Krigsforbrydertribunal for det tidligere Jugoslavien (ICTY) i Haag.

## Den første massakre
Den første Markale-massakre skete om eftermiddagen d. 5. februar 1994, imellem kl. 12:10 og 12:15, da en 120 mm mortergranat landede midt i folkemængden på den overfyldte markedsplads. Redningsarbejdere og FN's personale var hurtigt på stedet for at hjælpe de mange civile ofre. Straks gik de skrækkelige billeder verden rundt. Kontroverser opstod da FN's første rapport konkluderede at projektilen kom fra den bosniske hærs stillinger. Tre dage efter massakren bekræftede Michael Rose, chefen for FN's styrke i Bosnien-Herzegovina, således synspunktet overfor general Jovan Divjak, den øverstkommanderende for de bosniske styrker. En senere, grundigere, rapport afslørede en fejl i beregningerne, med den konsekvens at det nu var umuligt med sikkerhed at sige hvor projektilet var blevet affyret fra. 
I januar 2004 brugte den internationale domstol i Haag for første gang nye beviser i sagen mod general Stanislav Galić, der var øverstkommanderende for de serbiske styrker omkring Sarajevo. Berko Zečević, der er ekspert i ballistik, præsenterede sine og to andres resultater af deres efterforskning i sagen. Deres konklusion var, at projektilet kunne være blevet affyret fra seks forskellige steder, hvoraf de fem var kontrolleret af serberne. Det sjette sted var blevet observeret af FN's styrker som kunne bekræfte at der ikke var blevet skudt fra det pågældende sted den dag. Dermed kunne alle teorier om at den bosniske hær selv havde åbnet ild mod de civile afvises. Kendsgerningen blev yderligere styrket af, at man fandt rester af projektilet på stedet – rester, der kun blev produceret to steder, og begge steder var kontrolleret af serberne. Den endelige konklusion var, at mortergranaten var blevet affyret fra en serbisk stilling i landsbyen Mrkovići, på en bakke nordøst for den gamle by. Stanislav Galić fik en livstidsdom for sin medvirken i forbrydelser mod menneskeheden. Han blev erklæret skyldig i alle de fem tilfælde af drab på civile som han var blevet anklaget for, inklusive de to Markale-bombninger. 

## Den anden massakre
Den anden bombning fandt sted d. 28. august 1995, omkring kl. 11 om formiddagen. Denne gang eksploderede der i alt fem granater i området, hvoraf den ene var fatal. En hemmelig FN rapport konkluderede at alle fem projektiler kom fra det serbisk-kontrollerede Lukavica, vest for Sarajevo. På det tidspunkt var det midlertidige ansvar for eventuelle NATO operationer i Bosnien-Herzegovina hos den hovedkommanderende i Sarajevo. Efter at have sikret sig, at FN's tropper i det østlige Bosnien var udenfor risiko for at blive taget som gidsler af serberne, gav han grønt lys til et luftbombardement af de serbiske stillinger omkring Sarajevo.

## Konspirationsteorier
Radovan Karadžić har bedt en række lande – heriblandt Danmark – om at udlevere dokumenter, der kunne rejse tvivl om skyldsspørgsmålet. Forsvarsministeriet nægtede først at have dokumenter der var relevante for Karadzics forsvar. Senere måtte man dog erkende, at arkiverne i Forsvarsministeriets departement indeholdt tre relevante dokumenter: en baggrundsorientering om en FN-rapport om det første Markale-masakre, en fax med konklusioner på rapporten samt et referat af en samtale mellem Danmarks ambassadør i London og det britiske udenrigsministerium. Af dokumenterne fremgår blandt andet, at UNPROFOR har været i tvivl om, hvorvidt det var Karadzics bosnisk-serbiske styrker, der affyrede granaten mod Markale-markedet, eller om den var placeret af de bosniske muslimer selv. Strikt imod Danmarks forpligtelse til at udlevere dokumenterne – i henhold til ICTY's statut og procesregler – havde man altså valgt at holde dem tilbage.
Cees Wiebes, forfatter til bogen "Efterretninger og krigen i Bosnien 1992 – 1995", skriver hvordan "adskillige medarbejdere ved efterretnings- og sikkerhedstjenester fra Canada, Storbritannien, Danmark, Sverige, Norge, Belgien og Holland fastslog uafhængigt af hinanden, at det var den bosniske hær, der stod bag angrebet for at stille de bosniske serbere i et dårligt lys." De senere ballistiske undersøgelser har dog fastslået, at der næppe kan være tvivl om hvem der affyrede projektilerne, og hvorfra.